# Castillo de Zafra (Guadalajara)
Castillo de Zafra – hiszpański zamek obronny z XII wieku, położony na szczycie o wysokości 1400 m n.p.m. w paśmie Sierra de Caldereros w środkowej Hiszpanii. Wzniesiony przez muzułmanów, jeszcze w XII zdobyty przez chrześcijan, następnie własność Don Gonzalo Pereza de Lara (w 1222 roku bez powodzenia oblegany przez wojska Kastylii). Po zakończeniu rekonkwisty utracił na znaczeniu i popadał w ruinę, od 1971 roku remontowany przez prywatnych właścicieli. Na popularności zyskał dzięki wykorzystaniu jako plan zdjęciowy dla serialu Gra o tron (wrzesień 2015 r.).